# 南極底層水

AABWは、ポリニヤの地表水冷却によって形成される。

南極底層水（AABW、Antarctic bottom water）は、 南極大陸を囲む南極海の水塊の一種であり、温度は-0.8〜2°C（35 °F）であり、塩分は34.6から34.7psuである。
AABWは、海の中で最も密度の高い水塊であるため、水深4000mの位置で南極海と連絡のあるすべての海盆でこれよりも下の深度範囲を占めることがわかっている。
南極の底水の主な重要性は、それが最も冷たい底水であり、世界の海の動きに大きな影響を与えることである。南極底層水はまた、他の海洋の深海に比べて高い酸素含有量を持っている。これは、残りの深海の劣化した有機物含有量の酸化によるものである。したがって、南極の底部水は深海の換気と見なされてきた。    

## 形成と循環
南極底層水は、海水の大規模な循環の原因の1つである。 
南極底層水は、 アデリー海岸沖のウェッデル海とロス海で、ポリニヤと棚氷の下の地表水冷却からケープダーンレイによって形成される 。南極底層水の特徴は、南極大陸から吹き出される冷たい表面風である。地表の風はポリニヤを作り出し、水面を開放してより多くの風にさらす。この南極の風は冬の間は強く、南極の海底の水の形成は南極の冬のシーズン中により顕著になる。地表水は海氷形成からの塩分が豊富である。その密度の増加により、それは南極大陸縁を流れ、底に沿って北に続く。それは通常の海で最も密度の高い水であり、他の南半球のほとんどの海の底部と中間の水の下にある。ウェッデル海の底層水は、南極底層水の最も濃い成分である。     
完新世を通じて（過去10,000年）の南極の底水の生産が定常状態ではないことの証拠がある。つまり、 ポリニヤの存在条件が変化するにつれて 、海底水の生産サイトは南極マージンに沿って10年から100年のタイムスケールで変動する。たとえば、2010年2月12〜13日に発生したメルツ氷河の分断により、底水を生産する環境が劇的に変化し、アデリーランド地域の輸出が最大23％削減された。マクロバートソン棚とアデリーランド上で収集された、強い底流のフェーズを示すクロス層堆積物の層を含む堆積物コアからの証拠は、過去数千年にわたって重要な海底水生産地として何度も「オン」と「オフ」を切り替えてきたことを示唆している。 

赤道大西洋のAABWフロー

### 大西洋
南大西洋の南緯31度18分 西経39度24分 / 南緯31.3度 西経39.4度の位置にあるリオグランデライズの深い谷VEMAチャンネルは、南極の底水と北に移動するウェッデル海の底層水の重要な導管である。赤道に達すると、北に流れる南極底層水の約3分の1が、主に赤道海峡の南半分から35°Wで、ギアナ海盆に入る。他の部分は再循環し、その一部はロマンシェ断裂帯を通って東大西洋に流れる 。
40°Wより西のギアナ海盆では、傾斜した地形と強い東向きの深い西部境界流が、南極の底水が西向きに流れるのを妨げる可能性がある。そのため、セアラライズの東側の傾斜で北に向きを変える必要がある。 セアラライズの北44Wでは、南極の海底水が海盆の内部を西に流れている。南極底層水の大部分は、 ベマ破砕帯を通って東大西洋に流れ込みむ  。

AABWの経路

### インド洋
インド洋では、Crozet-Kerguelen Gapによって南極底層水が赤道に向かって移動する。この北向きの動きは2.5Svになる。南極底層水は23年間かけてクロゼケルゲレンギャップに到達する。アフリカ南部の南極底層水は、アグラス海盆を通って北に流れ、次にアグラス海峡を通って東に流れ、そこからアグラスプラトーの南縁を流れてモザンビーク海盆に運ばれる。

## 気候変動
地球温暖化とその後の南極氷床の融解により、AABWの形成が遅くなり、この減速は続くと思われる。 2050年には、AABW形成が完全に停止する可能性がある。この停止は、海洋循環と地球規模の気象パターンに劇的な影響を与えることになる。 